# Einar Haugen
Einar Ingvald Haugen (19. dubna 1906 Sioux City, Iowa – 20. června 1994 Cambridge, Massachusetts) byl americký lingvista a profesor na Wisconsinské univerzitě v Madisonu a Harvardově univerzitě (oddělení skandinavistiky).

## Dílo
- The Norwegian language in America; A study in bilingual behavior (1953)
- The Ecology of Language (1972)
- Norwegian American Dictionary/Norsk engelsk ordbok (1974)